# 學甲中洲高蹺陣
中洲高蹺陣是臺灣臺南學甲中洲慈福宮的一個陣頭，其所屬廟宇在於舊時學甲十三庄，中洲庄頭中的東頭角聚落，該廟也是該聚落的角頭廟宇，目前在新行政區中洲里境內。陣頭成立目的是為了能參與慈濟宮的上白礁祭典，此陣頭的成員主要是中洲地區居民，經過數年的發展逐漸轉成職業陣頭，並於2003年登錄為國家重要民俗。

## 沿革源流
高蹺是一種已經有著數百甚至上千年歷史的傳統民俗技藝，在臺灣俗稱「踏蹺」。
中洲高蹺陣是東頭角的角頭廟慈福宮，於1954年所創立，是臺南地區最早成立的一隻高蹺陣團體，其成立主要目僅僅是為了參與學甲地區的上白礁祭典，正因為是單純為了刈香而創立，故而一開始純粹是以在地子弟組成的業餘團體，另外，倘若東頭角慈福宮如有任何廟會，則會優先出陣。 而根據一些陣頭藝人們的說法，最早將原屬此一雜技加入廟會遶境活動的，是臺南縣學甲鎮中洲地方的邱家高蹺團，並且一開始此陣頭並無專屬團名，對外僅稱「中洲高蹺陣」。
其後，隨著不斷有廟宇在活動中相繼的商請演出，也不時受聘到外地的一些廟會活動表演，更因商演的生意越來越大，後來逐漸演變成職業性質演出，最盛時中洲就有兩團高蹺陣，其中一團仍還是所謂的子弟團，而雖有子弟與職業團之分，然各團之間的人員去也相互的支援，然而，之後因初學甚至在演出時容易受傷，導致傳承不易加上學習斷層等問題，目前又合併成一團為「南臺灣穎川高蹺陣」。
在80年代以後因團的知名度提高，加上入團學習技藝的人數也逐漸增加，一些團員紛紛向外發展，初估由此團分衍而出的高蹺陣團有：高雄鼓山內惟的同樂社高蹺陣（許金鎮於1976年成立）、高雄左營新莊明樂社高蹺陣（謝財旺於1981年成立）、七股的七股高蹺陣（黃登旺於1984年成立）、高雄左營埤頭的邱家班高蹺陣（邱文超於1989年成立）、七股龍虎高蹺陣（陳清文，1990年成立）、臺南六甲的泰山民俗技藝團高蹺陣（史文展於1990成立）。另外，學甲中洲的陳廷仰在1991年也另外成立穎川高蹺陣，只是隨著時代的轉變目前其中已有多陣皆散團了，並且，穎川高蹺陣則又與原中洲高蹺陣重新合併成一團。

## 表演與禁忌
高蹺演出需要外加一雙木製的 – 長腳，加上演員的動作相當地靈活與生動，也常結合武術上的拳腳動作，如打拳、仿勒馬、雜耍特技、舞弄刀槍等，往往在活動的進行中有精彩的表現。
另外高蹺出陣時常演的劇目大多為《八仙過海》、《三藏取經(西遊記)》、《關公保二嫂》等。並且高蹺陣對於紅白喜喪事都都不忌諱，也因此也都會應聘參與，只是喪事時大多只表演《三藏取經》，而團員以身貼紅色或者白色布條來區別演出的對象，至於穿著的服裝則不改變。此外，喜紅事或者廟宇慶典商邀的演出，則多表演著名的《關公保二嫂》。
高蹺陣有一些小禁忌，如傳統高蹺陣出陣演出所用的蹺一定要用紅色木蹺出場，並且在準備的過程中不能有東西被摔打，否則當次的演出中一定會有人跌倒。另外，在早期女性是不能觸碰到蹺的，只是隨著現代的演變之後禁忌已不多，而且蹺不一定會用紅色，此外女生也可以參加高蹺陣，並且出陣參與各項的演出。然而，演出關公的戲碼時演出者需要保有尊敬的心，團員除了盡量少說話之外，女性藝人也不絕對可碰觸到關公的大刀。

## 成果
學甲中洲開基高蹺陣（邱家藝術高蹺），於民國七十四年（1985年），獲得第一屆薪傳獎。另外，在學甲「上白礁」謁祖祭典的藝陣比賽中有數次的陣頭冠軍，是上白礁香陣十大必看陣頭之一。同時也獲文化部登錄為國家重要民俗文化資產。此外，鄰近的三慈國小，該學校亦以發展高蹺陣聞名，目前在學校留有 「高蹺陣文物館」以教育學生傳統文化的概念及重要性。

## 圖集

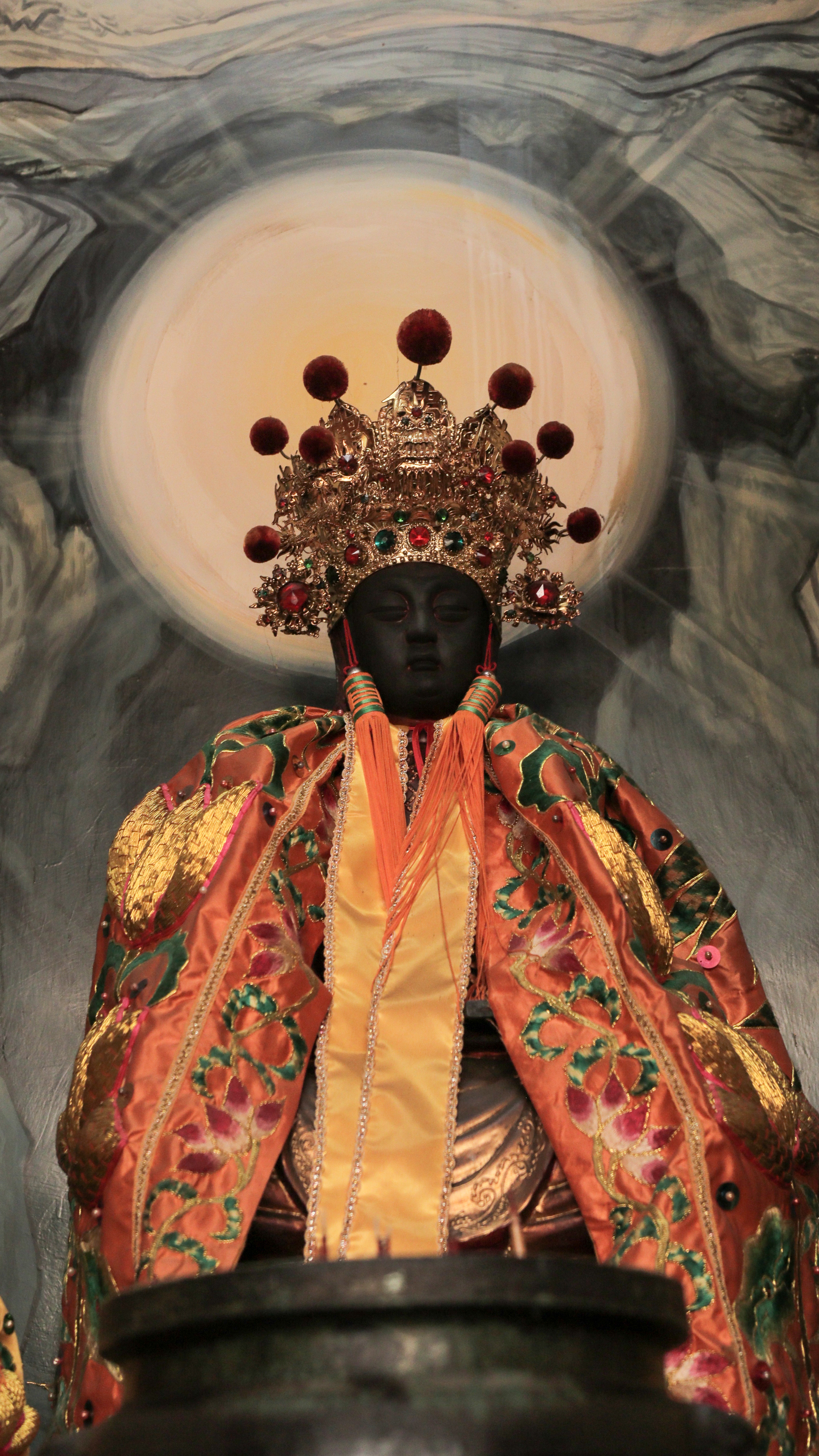
中洲高蹺陣-所屬慈福宮觀音佛祖
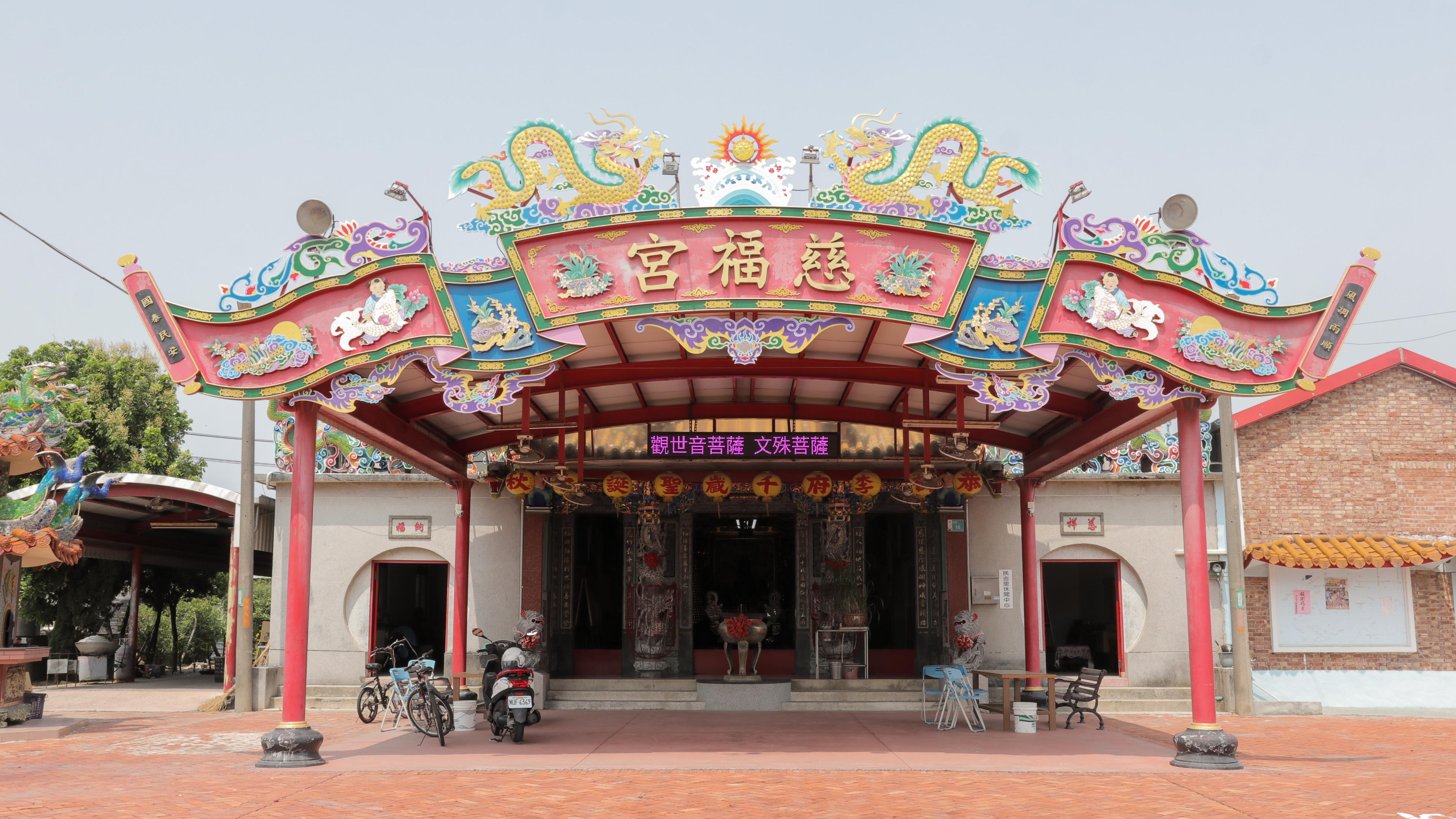
中洲高蹺陣-所屬廟宇慈福宮
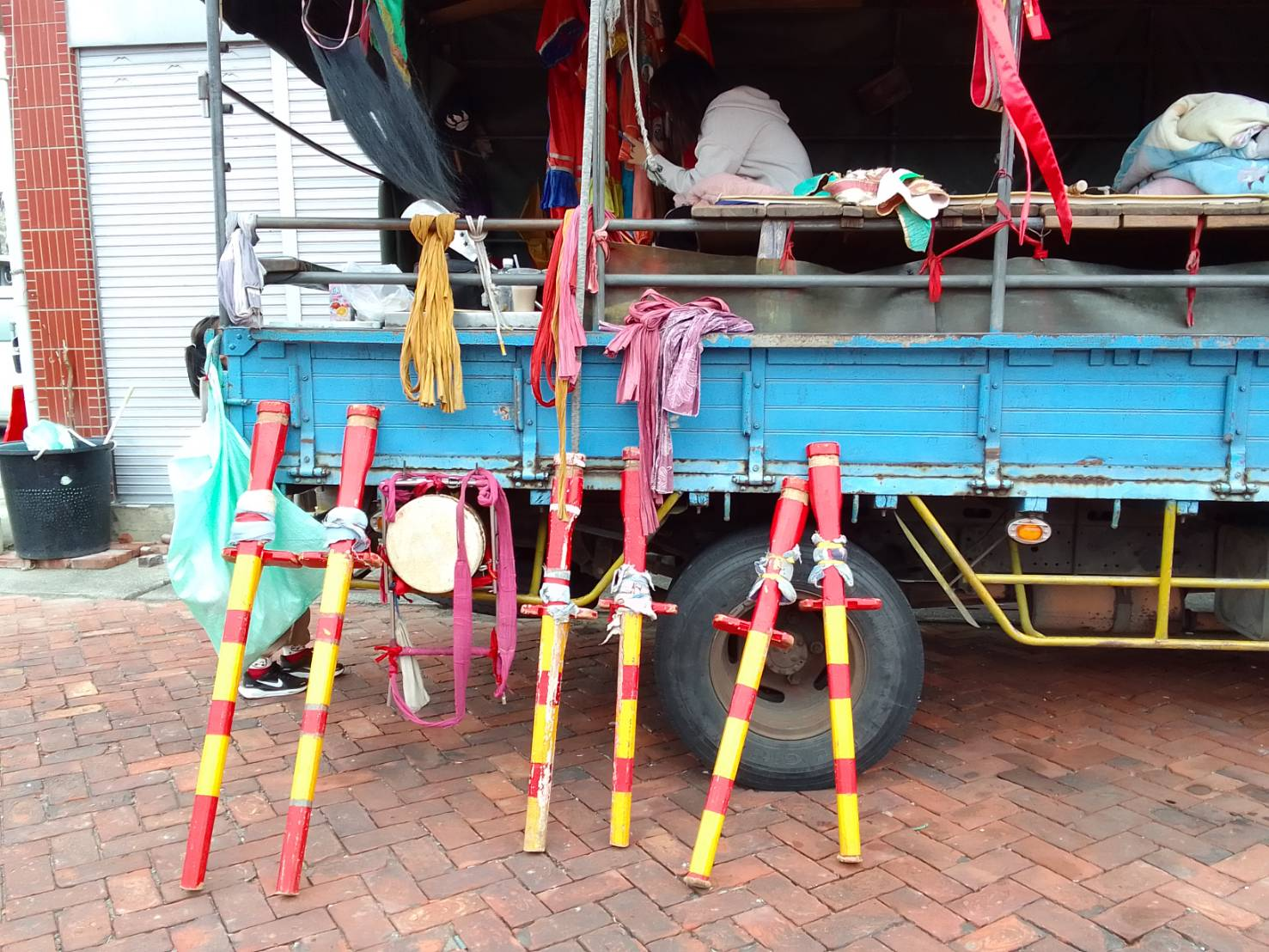
高蹺陣所使用的長短高蹺
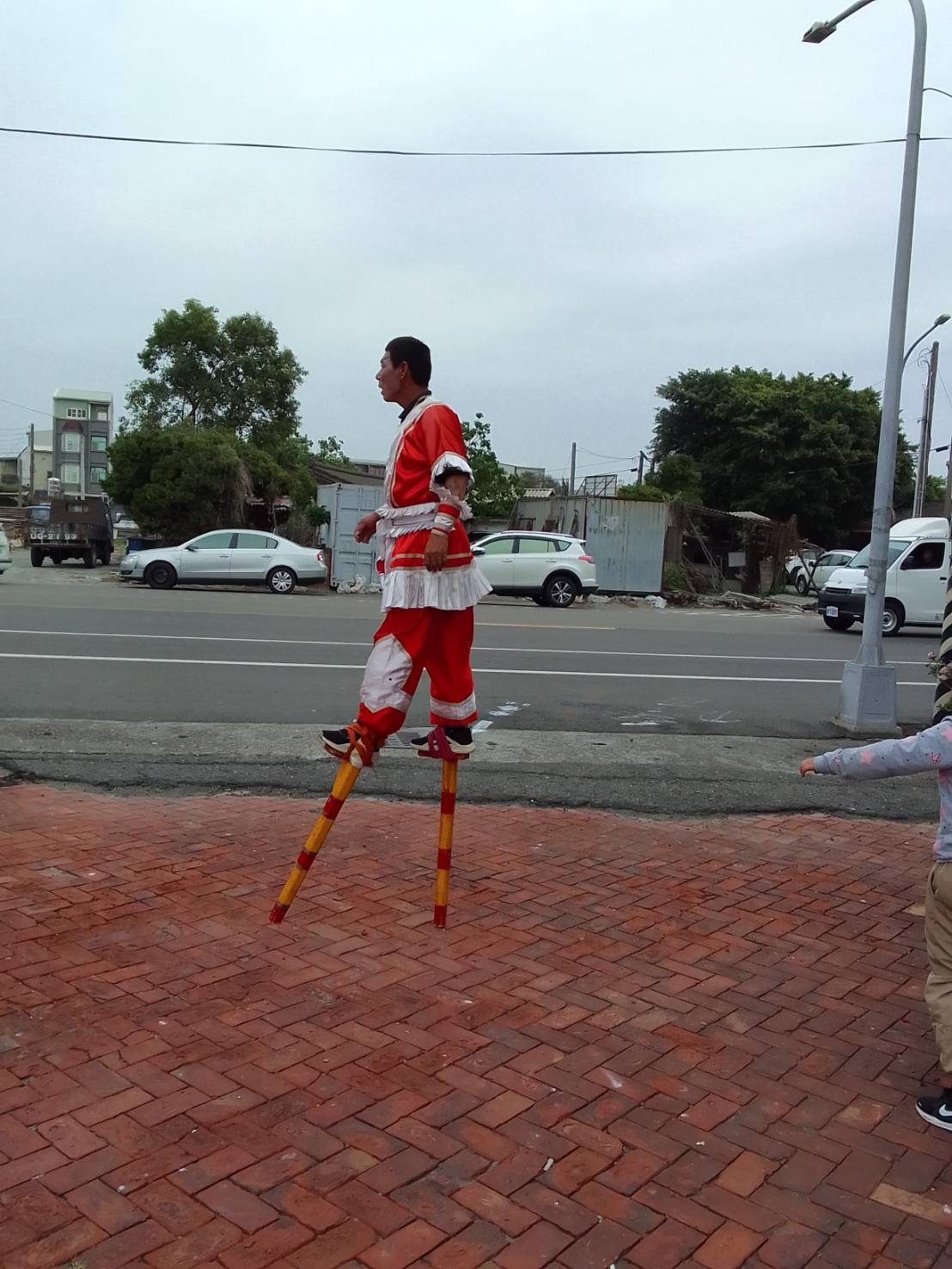
高蹺陣出陣前人員適應踩高蹺行動